# المحافظة السامية للأمازيغية
المحافظة السامية للأمازيغية هي مؤسسة أكاديمية حكومية جزائرية أنشأت في 27 ماي 1995 في عهد الرئيس الجزائري اليمين زروال ومقرّها الجزائر العاصمة وهي أول مؤسسة تعنى باللغة الأمازيغية في شمال أفريقيا.

## تاريخ
مؤسسة جزائرية رسمية، تعنى بترقية وإدماج اللغة والثقافة الأمازيغية في النسيج التنموي والاجتماعي الجزائري. أنشئت عام 1995، ونجحت في تحقيق مكتسبات متعددة للقضية الأمازيغية، منها اقتراح الاعتراف بها رسميا في مشروع تعديل الدستور عام 2016.

## التأسيس
تأسست المحافظة السامية للأمازيغية في 27 مايو/أيار 1995 في عهد الرئيس الجزائري اليامين زروال، على إثر الإضراب المفتوح الذي نفذته الحركة الأمازيغية في منطقة القبائل.
وجاء حدث التأسيس عقب اتفاق مبدئي بين ممثلي الجمعيات والهيئات الأمازيغية وبين الرئيس زروال يوم 22 أبريل/نيسان 1995، وترتبط المحافظة برئاسة الجمهورية مباشرة.

## المقر
يوجد مقر المحافظة السامية للأمازيغية في الجزائر العاصمة.

## الأهداف
تقدم المحافظة استشارة للرئيس الجزائري حول تطوير الأمازيغية، كما تكلف بمهمة الإسراع بترقية الأمازيغية ودمجها في النظام التعليمي والإعلامي والسياسي.

## الرئاسة
عين السيد يدر آيت عمران محند أول رئيس (محافظ) للمحافظة السامية للأمازيغية في مايو/أيار 1995، وظل يشغل هذه الوظيفة حتى وفاته يوم 30 أكتوبر/تشرين الأول 2004، ثم تولى المنصب محمد مراحي، وجاء من بعده الهاشمي عصاد.

## إنجازات
نجحت المحافظة السامية للأمازيغية في تحقيق مكتسبات كثيرة للغة والثقافة الأمازيغية، من بينها:
- إدخال الأمازيغية في النظام التعليمي الأساسي والثانوي بمختلف المحافظات الجزائرية.
- فتح فرع لشهادة البكالوريوس في الأمازيغية.
- تكوين مئات الأساتذة الجامعيين.
- تنظيم دورات تدريبية في مواضيع تهم القضية الأمازيغية.
- تخصيص نشرات إخبارية بالأمازيغية في التلفزيون الجزائري.
- استعمال اللغة الأمازيغية في نقاشات بمجلس الأمة (البرلمان الجزائري).

## لغة رسمية
سعى نشطاء الجمعيات الأمازيغية إلى تحقيق ترسيم اللغة الأمازيغية، من خلال النص على أنها لغة رسمية في الدستور الجزائري.
وبعد سنوات من المطالبات المتكررة، تمت ترقية الأمازيغية إلى لغة رسمية في مشروع الدستور الجزائري المعدل الذي قدم بداية 2016، مما أثار ترحيبا واسعا لدى الأمازيغ، حيث اعتبر الأمين العام للمحافظة السامية للأمازيغية الهاشمي عصاد الأمر «مكسبا مهما» يعزز الوحدة الوطنية في الجزائر.
ونقلت عنه الإذاعة الجزائرية يوم 6 يناير/كانون الثاني 2016 قوله «إن هذا القرار يعد عملا منهجيا سيسمح بإحداث تغيير فعال ومنظم للغتنا تحت إشراف أكاديمية اللغة الأمازيغية»، موضحا أن «من بين الانعكاسات الإيجابية لهذا الترسيم هو أن الدولة ستجند إمكانيات أكبر لتدارك التأخير في مجال البحث والتطور والتعليم والنشر».

## وصلات خارجية
- المحافظة السامية للامازيغية تطالب بجريدة باللغة الأمازيغية